# Дрампян, Рубен Григорьевич
Рубен Григорьевич Дрампян (арм. Ռուբեն Գրիգորի Դրամբյան, 17 [29] июня 1891, Александрополь, Эриванская губерния — 10 марта 1991, Ереван) — армянский советский учёный-искусствовед, директор Государственной картинной галереи Армении (1925—1951). Заслуженный деятель искусств Армянской ССР.

## Биография
Окончил с серебряной медалью Тифлисскую гимназию. В 1909 году переехал в Петербург и поступил на юридический факультет Императорского Петербургского университета. Познакомился и сблизился с членами художественного объединения «Мир искусства» — А. Н. Бенуа, К. А. Сомовым, Е. Е. Лансере, С. П. Яремичем, А. П. Остроумовой-Лебедевой.
В 1923 году поступил на работу в Русский музей, возглавил отдел запасных коллекций. Познакомился с А. О. Таманяном, от которого получил предложение переехать в Ереван для работы в организованном художественном отделе Музея Армении с целью создания армянского национального музея изобразительных искусств. Вскоре получил и официальное приглашение на эту должность от Наркомпроса Армении.
Возглавив работу, он стремился создать музей широкой художественной направленности — армянского, европейского и русского искусства. Начинать надо было в условиях отсутствия в Армении начала XX века и музеев, и частных коллекций. Решающую роль сыграла помощь советского правительства по передаче во вновь организуемые национальные музеи произведений искусств из запасников центральных музеев, так удалось получить произведения Тинторетто, Бассано, Гверчино, Гварди, Ван Дейка, Рубенса, Фрагонара, Г. Робера, В. Перова, Ф. Васильева, В. Сурикова, И. Репина, В. Васнецова, В. Поленова, М. Врубеля, И. Левитана, В. Серова, К. Коровина, С. Судейкина, В. Борисова-Мусатова, А. Бенуа, К. Сомова, Н. Сапунова, М. Нестерова, В. Кандинского, М. Шагала, М. Ларионова, Н. Гончаровой, а также армянских художников Акопа Овнатаняна, И. Айвазовского, Ф. Терлемезяна, В. Суренянца, Г. Башинджагяна, Е. Татевосяна, З. Закаряна, С. Агаджаняна, В. Гайфеджяна, М. Сарьяна, А. Коджояна, Г. Якулова, Э. Шаина. Была собрана экспозиция для зала средневекового армянского искусства из документальных копий со средневековых армянских фресок и образцов книжной живописи. В 1936 году привлёк к работе в музее Л. А. Дурново.
Выступил как исследователь армянского искусства. Кандидат искусствоведения (1955)
Преподавал в Художественном институте, вёл курс русского искусства.
Похоронен на Тохмахском кладбище (Городской пантеон-2).

## Память
Мемориальная доска открыта на фасаде Национальной картинной галереи (2013)